# Diane et Callisto (Rubens)
Pour les articles homonymes, voir Diane et Callisto.
Diane et Callisto est une peinture à l'huile réalisée par Pierre Paul Rubens entre 1637 et 1638, pour le nouveau pavillon de chasse, la tour de la Parada, de Philippe IV d'Espagne. Il mesure 202 sur 303 cm et il est conservé au musée du Prado.

## Thème mythologique
La déesse Diane assiste à la révélation de l'état de sa nymphe préférée Callisto, sortant du bain, qui n'est plus chaste car violée par Jupiter.